# Melissa Farley
Melissa Farley, född 1942 i San Francisco, är en amerikansk klinisk psykolog, forskare och feminist. Hon är också en aktivist. Hon är mest känd för sina studier om prostitution, människohandel och sexuellt utnyttjande.

## Forskning

### Studier av prostituerade
Farley har sedan 1993 studerat prostitution och trafficking i flera länder. Hon har även skrivit flera böcker i dessa ämnen. 2003 publicerades hennes rapport om den prostitutionsforskning hon utfört i nio länder (Kanada, Colombia, Tyskland, Mexiko, Sydafrika, Thailand, USA och Zambia), där hon tillsammans med andra har intervjuat 854 personer (782 kvinnor och flickor, 44 transpersoner och 28 män).

### Annan forskning
Farley har också gjort andra studier som finansierats av Kaiser Foundation Research Institute. Dessa har handlat om de långsiktiga hälsoeffekterna av sexuellt utnyttjande och trauma.

## Aktivism och åsikter
Farley är en av de ledande i rörelsen för förbud mot prostitution; hon menar att prostitution till sin natur är exploaterande och traumatiserande och att det därför borde avskaffas. Hon föredrar den svenska modellen kring prostitution, där endast köp av sexuella tjänster är kriminaliserat. Farley är också emot rörelser som Coyote, vilka förespråkar total avkriminalisering av både köp och försäljning av sexuella tjänster samt koppleri. Många av dessa aktivister menar i sin tur att hennes forskning saknar trovärdighet. Farley är också en anti-pornografiaktivist. 1985 ledde hon tillsammans med Nikki Craft National Rampage Against Penthouse. Hon arresterades för dessa aktioner 13 gånger i nio olika länder.